# Emerson Rodríguez
Emerson Rodríguez, né le 25 août 2000 à Buenaventura en Colombie, est un footballeur colombien qui évolue au poste d'ailier droit au Ludogorets Razgrad.

## Biographie

### Débuts en Colombie
Né Buenaventura en Colombie, Emerson Rodríguez est formé par le Millonarios FC. Il fait toutefois ses débuts au Valledupar CF, où il est prêté lors de l'été 2019.
Il joue son premier match pour le Millonarios FC le 7 février 2020, face au Deportes Tolima, en championnat. Il entre en jeu lors de cette rencontre où les deux équipes se neutralient (2-2). Il s'impose ensuite comme un joueur régulier dans le onze de départ de Alberto Gamero (en). Il inscrit son premier but en professionnel le 1er novembre 2020 contre l'Atlético Nacional. Titulaire, il ouvre le score et son équipe s'impose par trois buts à zéro.

### Inter Miami
Le 13 janvier 2022, Emerson Rodríguez s'engage en faveur de l'Inter Miami. 
Il joue son premier match sous ses nouvelles couleurs le 6 mars 2022, lors d'une rencontre de MLS face à l'Austin FC. Il entre en jeu à la place d'Ariel Lassiter (en) et son équipe s'incline lourdement par cinq buts à un. Le 17 juillet 2022, Rodríguez inscrit son premier but pour l'Inter Miami, face au Charlotte FC, en MLS. Il entre en jeu à la place de Robert Taylor et participe à la victoire des siens (3-2 score final).

#### Prêt au Santos Laguna
Après une première saison jouée avec le statut de remplaçant à l'Inter Miami, Emerson Rodríguez est prêté pour l'ensemble de l'année 2023 au Santos Laguna le 27 janvier 2023.